# ダイエットペプシ
ダイエットペプシ（Diet Pepsi）はペプシコが1964年に発売したダイエットコーラ。なお、欧州ではペプシライト、イギリスではペプシダイエットとして販売されている。

## 歴史
1963年にパティオとして試験的に発売、翌64年に全米規模で初となるダイエットコーラとしてブランド化。1983年にはイギリスでも販売され、1982年にライバルのザ コカ・コーラ カンパニーにダイエットコーラを販売されるが、2010年現在市場シェアの9.9%を占めている。